# Tjärnsjön (Hedemora socken, Dalarna)
Tjärnsjön är en sjö i Hedemora kommun i Dalarna och ingår i Dalälvens huvudavrinningsområde.